# Key Key Karimba
Key Key Karimba è un singolo del gruppo musicale italiano Baltimora, pubblicato nel 1987 come primo estratto dal secondo album in studio Survivor in Love.

## Tracce
7" – 06 1187887 (Italia)
- Lato A

1. Key Key Karimba – 4:00

- Lato B

1. Key Key Karimba (Children Version) – 4:25

12" – 14 1187896 (Italia)
- Lato A

1. Key Key Karimba – 6:00

- Lato B

1. Key Key Karimba (Children Version) – 4:25

1. Key Key Karimba (Radio Version) – 4:00

## Classifiche
| Classifica (1987) | Posizione massima |
| ----------------- | ----------------- |
| Italia            | 37                |